# Olesia Golovneva
Olesia Golovneva, född 1980 i Pskov, är en rysk operasångare, sopran.
Åren 1997–2004 studerade Golovneva sång  på det statliga konservatoriet Nikolaj Rimskij-Korsakov i S:t Petersburg. Sin operadebut gjorde hon i S:t Petersburg som Barbarina och senare som Susanna i Figaros bröllop och som Violetta Valéry i La traviata.
Under säsongen 2005/06 var hon i ensemblen på Wiener Staatsoper, där hon för först gången gjorde rollen som Nattens drottning i Trollflöjten. Golovneva har även gjort gästspel som "Nattens drottning" på Staatsoper Berlin, Deutsche Oper Berlin, Wien Volksoper, Staatsoper Stuttgart och Hannover-operan och vid festivalen i Aix-en-Provence 2006 2007/08 som Violetta Valéry i La traviata. Hon har även sjungit i Verdis Luisa Miller och Puccinis La bohème på Malmö Opera 2012 och 2014.